# Becontree
Becontree (pron.: /ˈbɛkəntriː/) è un quartiere del borgo londinese di Barking e Dagenham, a 18 km a nord est di Charing Cross.

## Storia

### Toponimo
Becontree prende il nome dall'antica centena omonima, che storicamente copriva l'area e che viene registrato per la prima volta nel Domesday Book del 1086. Il nome deriva dall'inglese antico e significa "albero di un uomo di nome Beohha". Quest'albero sarebbe rimasto presso Becontree Heath, appena fuori dal confine orientale dal complesso di Becontree.

### La casa storicaValence House

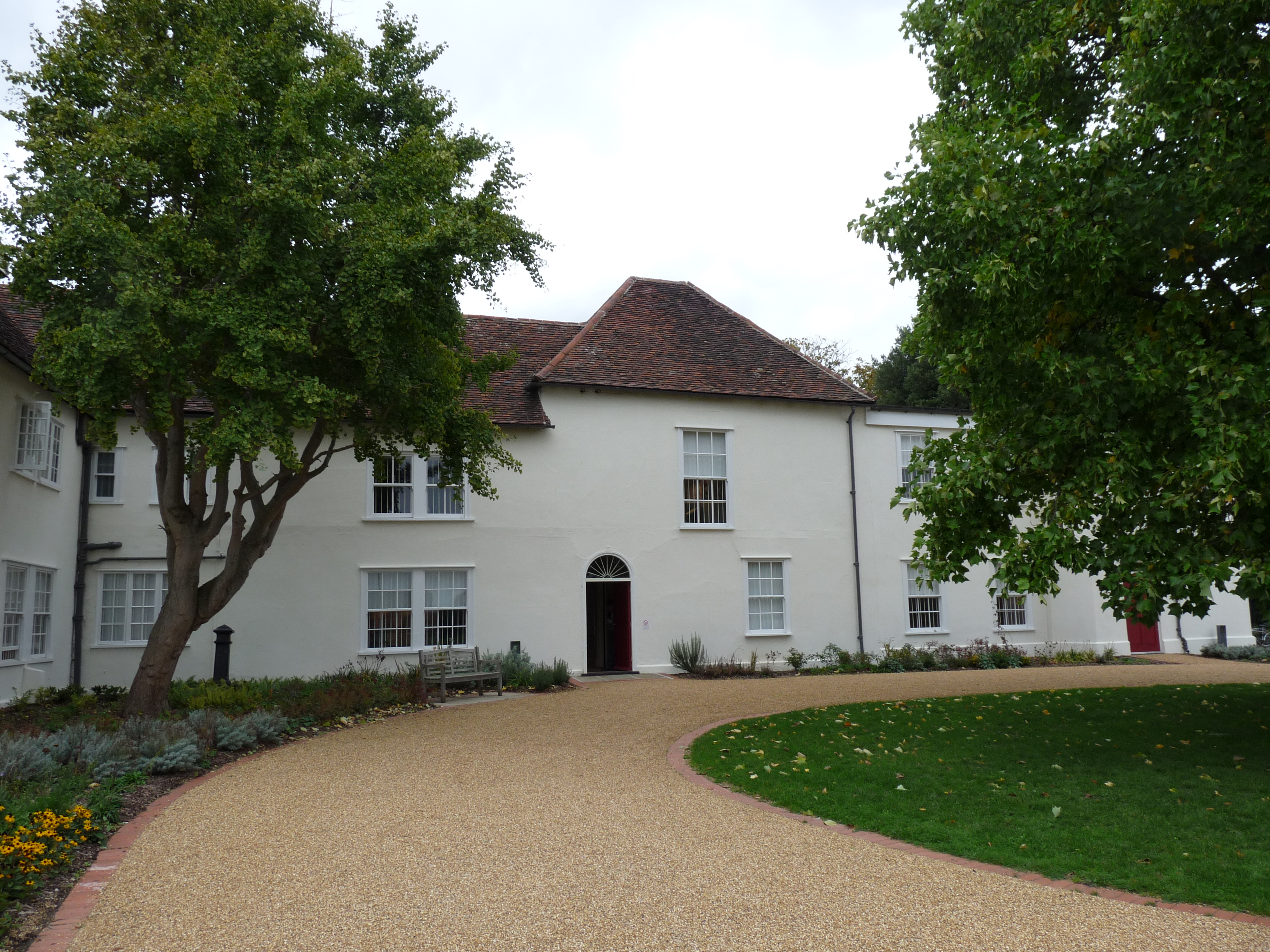
Valence House, Becontree

Una casa stata stabilita su questo sito nel XIII secolo è stata la proprietà di Robert Dynes nel 1280. Inquilini successivi sono commemorati nei nomi delle strade che circondano il parco della casa, Valence Park. Il nome della casa, Valence House, deriva da due inquilini del XIV secolo, Agnes de Valence e il fratello Aymer de Valence, II conte di Pembroke, che provenivano da una ricca famiglia della provincia francese di Valence, la famiglia emigrò in Inghilterra quando il loro zio divenne re Enrico III. La proprietà passò nel possesso del decano di Windsor nel 1475, e rimase in suo possesso fino al 1867.
Oggi, la casa, situata nel mezzo del Becontree Estate, è un museo, che contiene un'esposizione della storia locale e della vita nel Barking e Dagenham.

### Costruzione delBecontree Estate
A causa della mancanza di terreni disponibili nella contea di Londra, lo Housing Act del 1919 ha consentito al Consiglio della Contea di Londra (London County Council, abbreviato in LCC) di costruire abitazioni anche al di fuori del suo territorio.
Il Becontree Estate è stato costruito tra il 1921 e il 1935 dal LCC come un grande quartiere popolare di circa 27000 abitazioni, previste come "case adatte per gli eroi" della prima guerra mondiale.
La costruzione del complesso ha richiesto più tempo del previsto: infatti, il LCC, che sperava di costruire 24000 case nel 1924, è stato in grado di raggiungere solo 3000 abitazioni e le opere sono state prolungate in tre fasi fino al 1935.

Il 13 luglio 1935 il completamento ufficiale del complesso è stato celebrato con la cerimonia di inaugurazione del Parsloes Park con la presenza di Christopher Addison.
La domanda di abitazioni ha, tuttavia, fatto sì che altre ottocento case siano state costruite nel 1937: a questa data, con una popolazione di 115652, il Becontree Estate era il più grande complesso residenziale pubblico nel mondo.
Dopo la seconda guerra mondiale, tra il 1949 e il 1951, 600 case sono state costruite dal LCC a Dagenham, in una zona adiacente al complesso chiamata Heath Park.
| Fase       | Date      | Zona                                           | N° abitazioni costruite | N° abitazioni totale |
| ---------- | --------- | ---------------------------------------------- | ----------------------- | -------------------- |
| I          | 1921–1924 | Borgo municipale di Ilford (alcune a Dagenham) | 3000                    | 3000                 |
| II         | 1924–1930 | Borgo municipale di Dagenham (alcune a Ilford) | 15000                   | 18000                |
| III        | 1930–1935 | Borgo municipale di Barking                    | 7736                    | 25736                |
| Aggiunte   | 1937      |                                                | 800                     | 26536                |
| Heath Park | 1949–1951 | Dagenham                                       | 600                     | 27136                |

### Le prime abitazioni
La decisione del Consiglio della Contea di Londra di costruire il complesso residenziale era dovuta alla volontà di rialloggiare i residenti dell'East End di Londra, a seguito dello sgombero delle baraccopoli.
Tuttavia, i residenti erano per la maggior parte colletti blu relativamente abbienti.
All'epoca, era considerato un privilegio avere servizi igienici interni e un giardino privato, che le case di Becontree offrivano.
Tuttavia, non mancavano i problemi, dato che, durante i mesi invernali, poche persone potevano permettersi abbastanza carbone per riscaldare le camere da letto. Inoltre, trovandosi la caldaia di rame e il serbatoio dell'acqua in soffitta, non era raro che durante i periodi più freddi questi gelassero, lasciando i bagni inutilizzabili.
La prima casa terminata, lungo la Chittys Lane, è riconoscibile dalla targa commemorativa blu incorporata alla parete.
Parallela a questa strada, corre la Valence Avenue, che è la strada più larga del quartiere perché, durante la costruzione del quartiere una linea ferroviaria provvisoria era stata costruita dove adesso si trova l'aiuola centrale. Questa linea collegava la stazione di smistamento di Goodmayes con una banchina lungo le rive del Tamigi.
Era prevista la costruzione di una linea tranviaria lungo questi binari, ma questa non venne mai realizzata.
Durante i primi venticinque anni dalla costruzione del complesso abitativo, la popolazione in età scolastica crebbe rapidamente fino a raggiungere le 25.000 unità. Tuttavia, a Becontree non a Becontree non si trovava nessuna scuola: nelle vicinanze si trovavano quattro scuole, tre a Chadwell Heath e una a Becontree Heath, ma, avendo queste ridotta disponibilità di posti, i bambini di Becontree rimanevano non istruiti.
Nel 1923, venne aperta la prima scuola superiore in zona. La "Green Lane", come venne chiamata originariamente la scuola, venne rinominata successivamente "Henry Green" e, ad oggi, la scuola è una scuola primaria pubblica.

#### Caratteristiche
Cespugli di ligustro sono stati piantanti lungo i marciapiedi e in ogni giardino. Durante ogni estate, squadre di giardinieri avevano il compito di potare le piante, riducendo l'altezza di queste.
Benché i regolamenti immobiliari stabilissero che i giardini dovessero essere mantenuti in ordine, molti degenerarono in "giungle virtuali" a causa dell'incuria. Per incoraggiare l'applicazione di questa regola, venivano premiati i migliori giardini curati: i premi finali variavano da dieci scellini, dato come premio di consolazione, fino a £20 (l'affitto medio di una settimana nel 1953 era di circa £1,18 /1,90).
Ad oggi, questa tradizione è andata perduta perché parecchi affittuari hanno reso il giardino un posto auto.

### Sviluppo economico
Inizialmente non era stato pianificato uno sviluppo industriale e commerciale per sostenere economicamente la popolazione del complesso. Pertanto, un gran numero di residenti facevano i pendolari verso l'Inner London per lavoro, fino a quando sono stati aperti gli stabilimenti dell'azienda chimica May & Baker e della fabbrica automobilistica della Ford a Dagenham nelle vicinanze.

## Trasporti

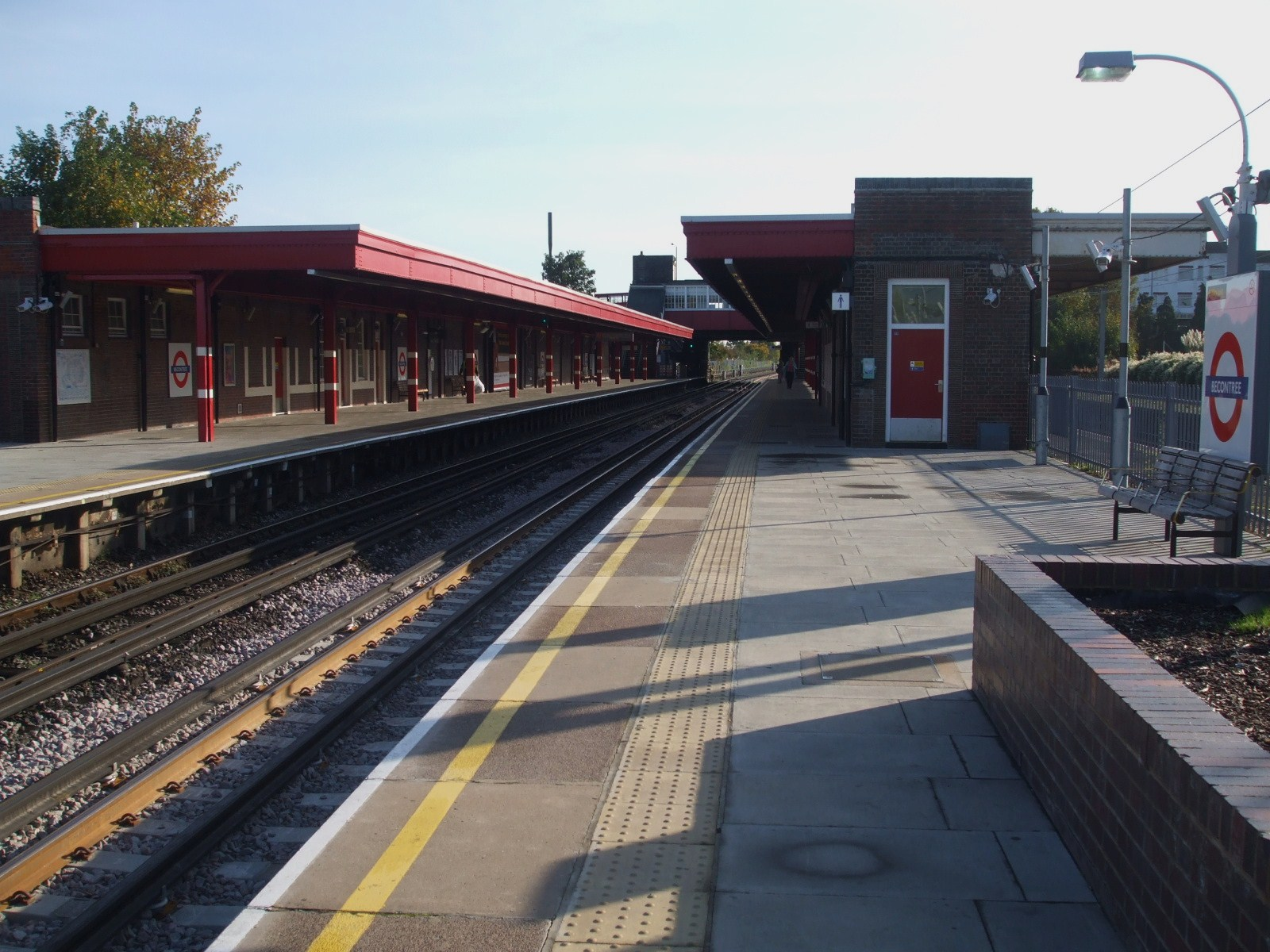
Binari della stazione di Becontree

Becontree è servita dalla stazione omonima che si trova lungo la District line. Collegamenti a Barking, Upminster e il centro di Londra sono quindi assicurati.
Dalla stazione di Chadwell Heath, che si trova lungo la linea ferroviaria che collega Londra con Ipswich, si può raggiungere Ilford, Stratford e Romford.
Varie linee di autobus servono il quartiere:
- 5 (Canning Town - Romford Market)
- 62 (Barking, Gascoigne Estate - Marks Gate)
- 145 (Leytonstone - Dagenham)
- 364 (Ilford - Dagenham East)
- la notturna N15 (Regents Street - Romford Market)

## Amministrazione
Prima dell'istituzione della Grande Londra, nel 1965, il complesso residenziale era diviso tra i borghi municipali di Ilford, Barking e Dagenham; dunque, tre differenti parti del quartiere erano gestite dai diversi consigli urbani.
A partire dal 1965, il quartiere di Becontree è diventato interamente parte del borgo di Barking (che ha, successivamente, cambiato il nome in Barking e Dagenham); il quartiere è diviso in nove collegi elettorali; questi sono: Becontree, Eastbrook, Goresbrook, Heath, Mayesbrook, Parsloes, River, Valence e Village. Ogni collegio elegge tre consiglieri per il consiglio del borgo londinese di Barking e Dagenham: 25 consiglieri sono membri del partito Laburista, uno è membro del partito Conservatore, uno è indipendente. Circa la metà di tutti i consiglieri del borgo è eletta dai collegi del complesso.